# Nicolás Terol
Nicolás Terol Peidro (né le 27 septembre 1988 à Alcoi, Communauté valencienne, Espagne) est un pilote vitesse moto. Il a commencé sa carrière professionnelle en 2005. Il a remporté sa première victoire internationale sous la pluie au Grand Prix moto d'Indianapolis 2008 car il était en tête du dernier tour parcouru en entier ().

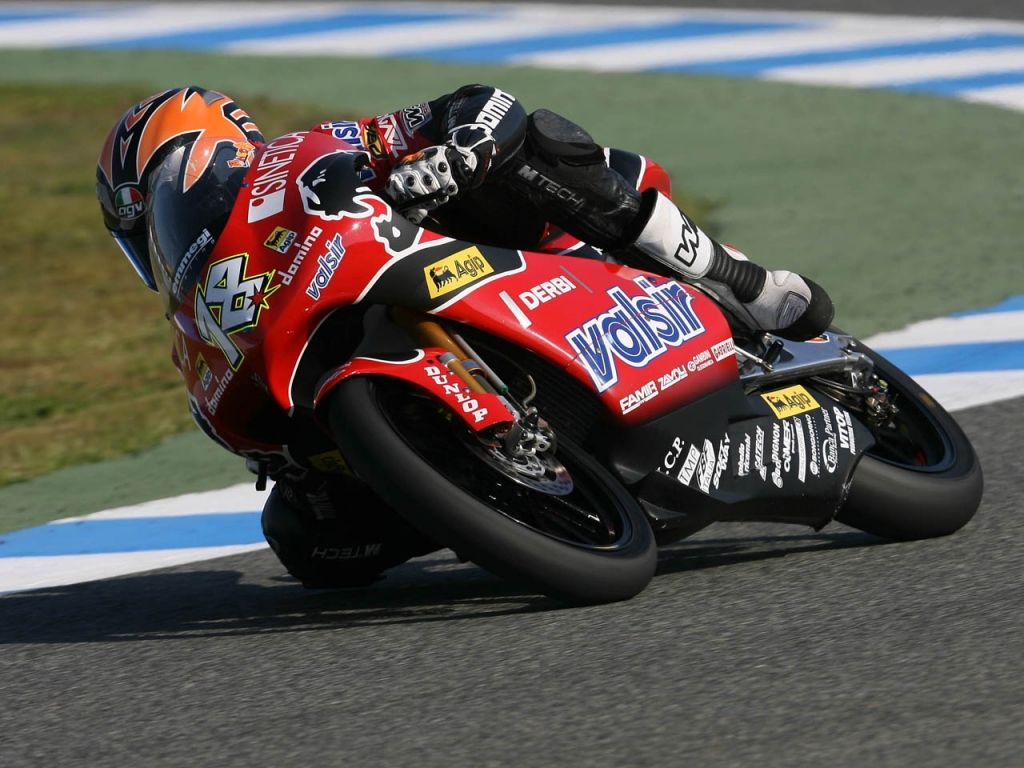
Nicolás Terol au Grand Prix d'Espagne 2007

Le 6 novembre 2011, il remporte le dernier titre de champion du monde de l'histoire de la catégorie 125 cm³.

## Carrière en Championnat du monde

### Par saison
| Saison | Catégorie | Moto    | Courses | Victoires | Podiums | Pole | MTC | Pts    | Position | Titres |
| ------ | --------- | ------- | ------- | --------- | ------- | ---- | --- | ------ | -------- | ------ |
| 2005   | 125 cm³   | Derbi   | 13      | -         | -       | -    | -   | 1      | 36e      | -      |
| 2006   | 125 cm³   | Derbi   | 16      | -         | -       | -    | -   | 53     | 14e      | -      |
| 2007   | 125 cm³   | Derbi   | 17      | -         | -       | -    | -   | 19     | 22e      | -      |
| 2008   | 125 cm³   | Aprilia | 17      | 1         | 5       | -    | -   | 176    | 5e       | -      |
| 2009   | 125 cm³   | Aprilia | 16      | 1         | 4       | -    | -   | 179.5  | 3e       | -      |
| 2010   | 125 cm³   | Aprilia | 16      | 3         | 14      | 1    | 2   | 296    | 2e       | -      |
| 2011   | 125 cm³   | Aprilia | 16      | 8         | 11      | 7    | 5   | 302    | 1er      | 1      |
| 2012   | Moto2     | Suter   | 17      | 0         | 1       | 0    | 0   | 37     | 17e      | -      |
| 2013   | Moto2     | Suter   | 17      | 3         | 4       | 1    | 1   | 150    | 7e       | -      |
| 2014   | Moto2     | Suter   | 16      | 0         | 0       | 0    | 0   | 2      | 28e      | -      |
| Total  |           |         | 162     | 16        | 39      | 9    | 8   | 1215.5 |          | 1      |

### Par catégorie
| Cat.    | Année     | 1er GP   | 1er podium | 1re victoire | Courses | Victoires | Podiums | Poles | MTC | Points | Titres |
| ------- | --------- | -------- | ---------- | ------------ | ------- | --------- | ------- | ----- | --- | ------ | ------ |
| 125 cm³ | 2004-2011 | VAL 2004 | ESP 2008   | INP 2008     | 112     | 13        | 34      | 8     | 7   | 1026.5 | 1      |
| Moto2   | 2012-2014 | QAT 2012 | VAL 2012   | AME 2013     | 50      | 3         | 5       | 1     | 1   | 189    | 0      |
| Total   | 2004-2014 |          |            |              | 162     | 16        | 39      | 9     | 8   | 1215.5 | 1      |

### Résultats détaillés
(Les courses en gras indiquent une pole position; les courses en italique indiquent un meilleur tour en course)
| Saison | Catégorie | Moto    | 1       | 2       | 3      | 4       | 5       | 6       | 7       | 8       | 9       | 10      | 11     | 12     | 13      | 14      | 15      | 16     | 17     | 18     | Points | Position |
| ------ | --------- | ------- | ------- | ------- | ------ | ------- | ------- | ------- | ------- | ------- | ------- | ------- | ------ | ------ | ------- | ------- | ------- | ------ | ------ | ------ | ------ | -------- |
| 2004   | 125 cm3   | Aprilia | RSA     | SPA     | FRA    | ITA     | CAT     | NED     | RIO     | GER     | GBR     | CZE     | POR    | JPN    | QAT     | MAL     | AUS     | VAL 22 |        |        | 0      | NC       |
| 2005   | 125 cm3   | Derbi   | SPA 15  | POR 23  | CHN 26 | FRA 22  | ITA 21  | CAT Ab. | NED 16  | GBR 21  | GER Ab. | CZE 19  | JPN    | MAL    | QAT     | AUS Ab. | TUR 16  | VAL 16 |        |        | 1      | 36e      |
| 2006   | 125 cm3   | Derbi   | SPA 19  | QAT 16  | TUR 27 | CHN 19  | FRA Ab. | ITA 18  | CAT 11  | NED 15  | GBR 9   | GER 7   | CZE 7  | MAL 10 | AUS 11  | JPN 10  | POR Ab. | VAL 11 |        |        | 53     | 14e      |
| 2007   | 125 cm3   | Derbi   | QAT 16  | SPA 14  | TUR 16 | CHN Ab. | FRA 19  | ITA 12  | CAT 23  | GBR 24  | NED 17  | GER 22  | CZE 22 | RSM 18 | POR Ab. | JPN 17  | AUS 13  | MAL 11 | VAL 11 |        | 19     | 22e      |
| 2008   | 125 cm3   | Aprilia | QAT 10  | SPA 2   | POR 3  | CHN 8   | FRA 3   | ITA 7   | CAT Ab. | GBR 18  | NED 9   | GER 7   | CZE 5  | RSM 5  | IND 1   | JPN 5   | AUS Ab. | MAL 9  | VAL 2  |        | 176    | 5e       |
| 2009   | 125 cm3   | Aprilia | QAT 7   | JPN 17  | SPA 10 | FRA 9   | ITA 2   | CAT 2   | NED 5   | GER 4   | GBR 4   | CZE 1   | IND 4  | RSM 2  | POR Ab. | AUS 6   | MAL 5   | VAL 10 |        |        | 179,5  | 3e       |
| 2010   | 125 cme   | Aprilia | QAT 1   | SPA 2   | FRA 2  | ITA 2   | GBR 4   | NED 2   | CAT Ab. | GER     | CZE 1   | IND 1   | RSM 2  | ARA 2  | JPN 2   | MAL 3   | AUS 3   | POR 2  | VAL 3  |        | 296    | 2e       |
| 2011   | 125 cm3   | Aprilia | QAT 1   | SPA 1   | POR 1  | FRA 2   | CAT 1   | GBR 8   | NED DNS | ITA 1   | GER 4   | CZE Ab. | IND 1  | RSM 1  | ARA 1   | JPN 2   | AUS 6   | MAL 5  | VAL 2  |        | 302    | 1e       |
| 2012   | Moto2     | Suter   | QAT 23  | ESP 27  | POR 16 | FRA 13  | CAT 15  | GBR 20  | NED 17  | ALL 14  | ITA 13  | IND 13  | RTC 12 | RSM 15 | ARA 12  | JPN 18  | MAL Ab. | AUS 17 | VAL 3  |        | 37     | 17e      |
| 2013   | Moto2     | Suter   | QAT 14  | AME 1   | ESP 5  | FRA Ab. | ITA 2   | CAT 16  | NED 17  | ALL Ab. | IND 12  | CZE 6   | GBR 11 | RSM 10 | ARA 1   | MAL 18  | AUS 9   | JAP 6  | VAL 1  |        | 150    | 7e       |
| 2014   | Moto2     | Suter   | QAT Ab. | AME Ab. | ARG 14 | SPA DNS | FRA 21  | ITA 24  | CAT 20  | NED 22  | GER 19  | IND 21  | CZE 25 | GBR    | RSM Ab. | ARA 29  | JAP 22  | AUS 18 | MAL 24 | VAL 18 | 2      | 28e      |

## Palmarès
- 1 titre de champion du monde (1 en 125 cm3 en 2011).
- 1 place de 2e en championnat du monde en 2010 (125 cm3).
- 1 place de 3e en championnat du monde en 2009 (125 cm3).
- 162 départs.
- 16 victoires (3 en Moto2 / 13 en 125 cm3).
- 17 deuxièmes place.
- 6 troisièmes place.
- 9 pole positions (1 en Moto2 / 8 en 125 cm3).
- 39 podiums (5 en Moto2 / 34 en 125 cm3).
- 8 meilleurs tours en course.

### Victoires en 125 cm³: 13
| Année | Lieu du Grand Prix                    | Circuit                               | Ville                |
| ----- | ------------------------------------- | ------------------------------------- | -------------------- |
| 2008  | Grand Prix moto d'Indianapolis        | Indianapolis Motor Speedway           | Speedway             |
| 2009  | Grand Prix moto de République tchèque | Circuit de Masaryk                    | Brno                 |
| 2010  | Grand Prix moto du Qatar              | Circuit international de Losail       | Doha                 |
| 2010  | Grand Prix moto de République tchèque | Circuit de Masaryk                    | Brno                 |
| 2010  | Grand Prix moto d'Indianapolis        | Indianapolis Motor Speedway           | Speedway             |
| 2011  | Grand Prix moto du Qatar              | Circuit international de Losail       | Doha                 |
| 2011  | Grand Prix moto d'Espagne             | Circuit permanent de Jerez            | Jerez de la Frontera |
| 2011  | Grand Prix moto du Portugal           | Circuit d'Estoril                     | Estoril              |
| 2011  | Grand Prix moto de Catalogne          | Circuit de Catalogne                  | Barcelone            |
| 2011  | Grand Prix moto d'Italie              | Circuit du Mugello                    | Florence             |
| 2011  | Grand Prix moto d'Indianapolis        | Indianapolis Motor Speedway           | Speedway             |
| 2011  | Grand Prix moto de Saint-Marin        | Misano World Circuit Marco Simoncelli | Misano Adriatico     |
| 2011  | Grand Prix moto d'Aragon              | Circuit Motorland Aragon              | Alcañiz              |

### Victoires en Moto2: 3
| Année | Lieu du Grand Prix                           | Circuit                  | Ville   |
| ----- | -------------------------------------------- | ------------------------ | ------- |
| 2013  | Grand Prix moto des Amériques                | Circuit des Amériques    | Elroy   |
| 2013  | Grand Prix moto d'Aragon                     | Circuit Motorland Aragon | Alcañiz |
| 2013  | Grand Prix moto de la Communauté valencienne | Circuit de Valence       | Valence |